# 阿法
阿法（法語：Afa，法語發音：[afa]）是法国南科西嘉省的一个市镇，属于阿雅克肖区。

## 地理
阿法（41°59'2"N, 8°47'44"E）面积11.84 平方千米，位于法国南科西嘉省，该省份位于科西嘉南部，后者为地中海西部的一座岛屿，也是法国的一个单一领土集体，位于法国大陆部分的东南面，意大利半島的西面，最临近的地块是撒丁岛。
与阿法接壤的市镇（或旧市镇、城区）包括：阿皮耶托、阿雅克肖、阿拉塔、萨罗拉-卡尔科皮诺。
阿法的时区为UTC+01:00、UTC+02:00（夏令时）。

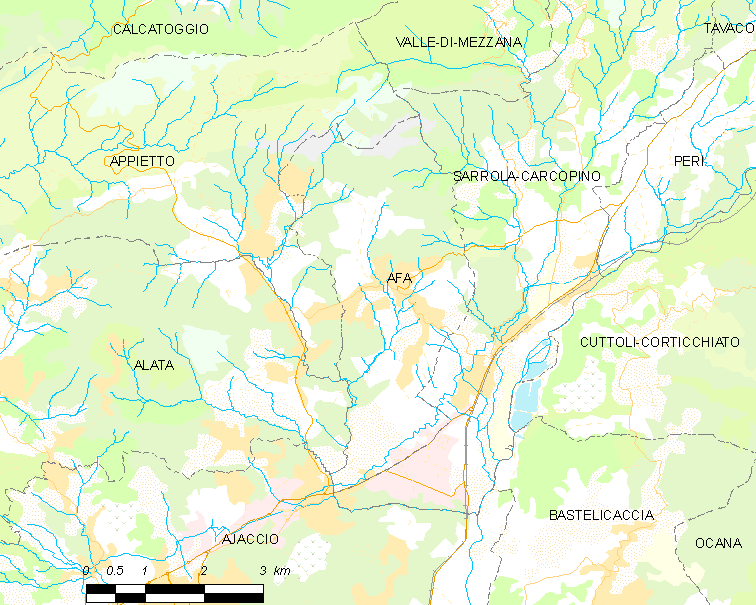
阿法的OSM定位图

## 行政
阿法的邮政编码为20167，INSEE市镇编码为2A001。

## 政治
阿法所属的省级选区为格拉诺瓦-普鲁内利县。

## 人口

1962-2008年间阿法人口变化图示

阿法于2022年1月1日时的人口数量为3350人。